# Oro oro
Oro oro è un singolo del cantautore italiano Settembre, pubblicato il 17 maggio 2024 come terzo estratto dal primo EP Vertebre.

## Descrizione
Il brano, scritto dallo stesso cantautore con Laura Di Lenola, è prodotto da Gorbaciof.

## Tracce
Testi di Andrea Settembre e Laura Di Lenola, musiche di Andrea Settembre, Alfredo Bruno, Laura Di Lenola e Manuel Finotti.
1. Oro oro – 2:15